# Kupferbauch-Höschenkolibri
Der Kupferbauch-Höschenkolibri (Eriocnemis cupreoventris), früher auch als Kupferbauch-Schneehöschen bezeichnet, ist eine Vogelart aus der Familie der Kolibris (Trochilidae), die in den Ländern Venezuela und Kolumbien verbreitet ist. Der Bestand wird von der IUCN als „potenziell gefährdet“ (near threatened) eingeschätzt. Die Art gilt als monotypisch.

## Merkmale

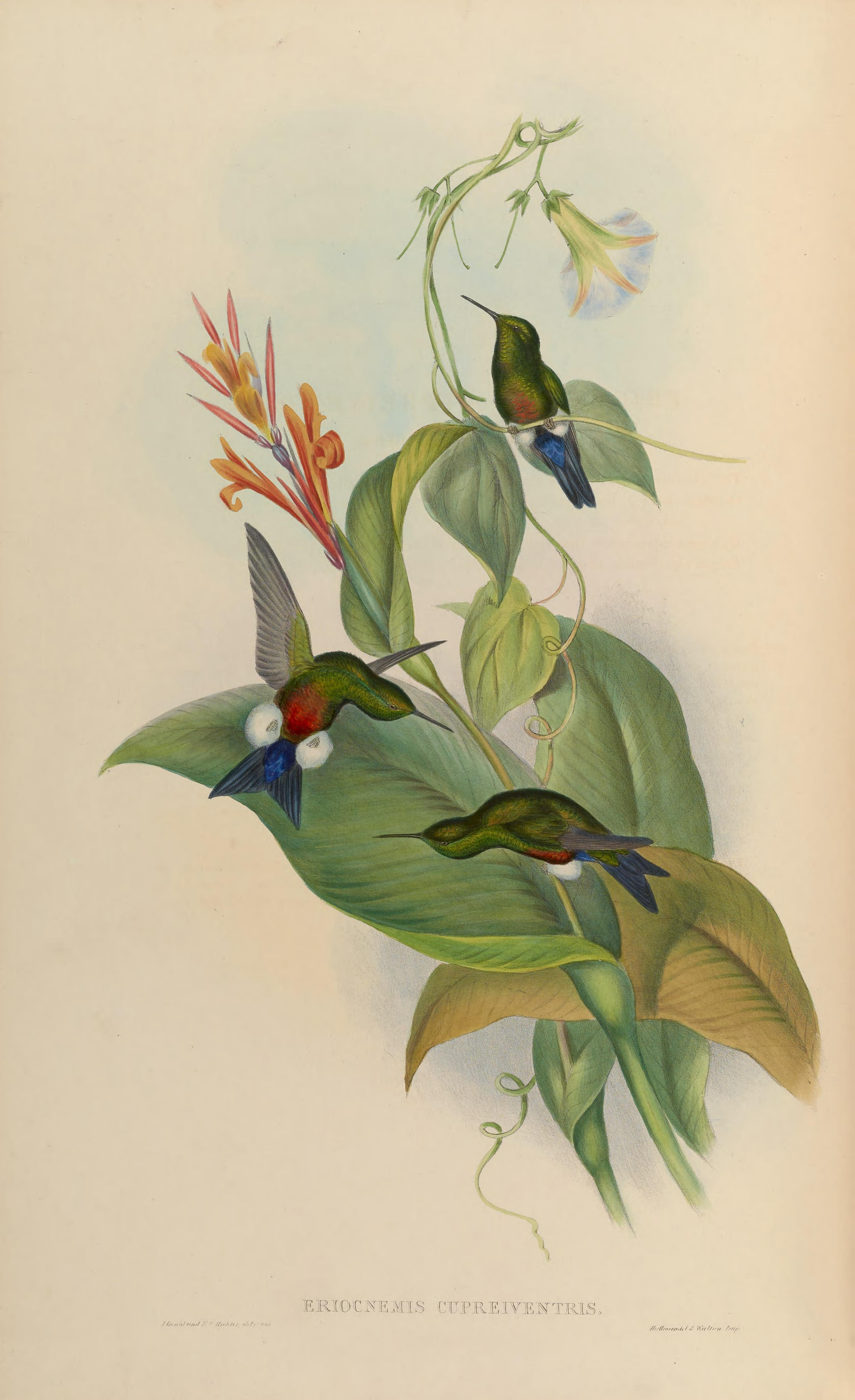
Kupferbauch-Höschenkolibri illustriert von John Gould und Henry Constantine Richter

Der Kupferbauch-Höschenkolibri erreicht eine Körperlänge von etwa 9 bis 10 cm bei einem Gewicht von 4,2 bis 5,6 g. Der Schnabel ist gerade und schwarz. Das Männchen schimmert auf der Oberseite grün, was an den Oberschwanzdecken ins Blaugrün übergeht. Die Unterseite glitzert grün, wobei dies in der Mitte des Bauchs in ein goldenes Kupfer übergeht. Die Unterschwanzdecken glitzern violett, was sich farblich vom gegabelten blauschwarzen Schwanz und den weißen flauschigen Federbüschel an den Beinen abhebt. Beide Geschlechter ähneln sich, doch hat das Weibchen gräulich weiße Flecken an der Kehle und eine weniger kupferfarbene Unterseite. Jungtiere haben eine schwärzliche Brust und dem Bauch fehlt die kupferfarbene Färbung.

## Verhalten und Ernährung
Der Kupferbauch-Höschenkolibri verhält sich sehr aggressiv und territorial an Nektarquellen wie blühenden Bäumen und Gestrüpp. Er fliegt Pflanzen mit kurzen Kronblättern an, bevorzugt z. B. aus den Gattungen Palicourea, Cavendishia und Pernettya. Bei der Nektaraufnahme klammert er sich an die Pflanzen. Insekten, die er im Flug jagt, beobachtet er zunächst von seinem Sitzplatz aus.

## Lautäußerungen
Der Gesang des Kupferbauch-Höschenkolibris besteht aus einzelnen metallisch klingenden  tsik-Tönen, die er in unregelmäßigen Intervallen wiederholt. Diese gibt er sitzend und im Schwirrflug von sich.

## Fortpflanzung
Die Brutsaison des Kupferbauch-Höschenkolibris ist von September bis Januar. Das relativ große Nest baut er gerne in dichter Vegetation. Das Gelege besteht aus zwei weißen Eiern und die Bebrütung erfolgt ausschließlich durch das Weibchen. Die erste Brut erfolgt im zweiten Lebensjahr der Vögel.

## Verbreitung und Lebensraum

Verbreitungsgebiet des Kupferbauch-Höschenkolibris

Der Kupferbauch-Höschenkolibri bevorzugt offene Vegetation wie die Ränder von Bergwäldern, Berghänge mit Gestrüpp und offener Páramo. Gelegentlich ist er auch im feuchten Wald unterwegs. Normalerweise ist er nicht in den oberen subtropischen und kälteren Zonen unterwegs, doch gelegentlich erreicht er die Höhenlagen des Páramo. Er kommt in Höhenlagen von 2000 bis 3000 Meter vor, doch meist ist er über 2500 Meter abwesend. So ist er in den Anden von Mérida im Nordwesten Venezuelas und in den Ostanden Kolumbiens südlich bis ins Departamento de Cundinamarca verbreitet.

## Migration
Der Kupferbauch-Höschenkolibri gilt gemeinhin als Standvogel bzw. als Strichvogel, der in den Höhenlagen wandert.

## Etymologie und Forschungsgeschichte
Die Erstbeschreibung des Kupferbauch-Höschenkolibris erfolgte 1840 durch Louis Fraser unter dem wissenschaftlichen Namen Trochilus cupreo-ventris. Das Typusexemplar befand sich in der Sammlung von  Edward Smith-Stanley, 13. Earl of Derby und stammte angeblich aus Santafé de Bogotá. 1849 führte Heinrich Gottlieb Ludwig Reichenbach die neue Gattung Eriocnemis ein, der erst später auch der Kupferbauch-Höschenkolibri zugeordnet wurde. Dieser Name leitet sich von den griechischen Wörtern ἔριον érion für „Wolle“ und κνημίς knēmī́s für „Manschette, Beinschiene“ ab. Der Artname cupreoventris ist ein lateinisches Wortgebilde aus cypreus, cyprium für „kupferfarben, Kupfer“ und venter, ventris für „Bauch“.